# Penmesterol
(Penmesterol INN) (tên biệt dược Pandrocine, Testopan; tên mã phát triển trước đây RP-12.222), hoặc penmestrol, còn được gọi là 17α-methyltestosterone 3 cyclopentyl enol ether,  là một tổng hợp, anabolic-androgenic steroid bằng đường uống (AAS) được phát triển vào đầu những năm 1960. Nó là 3- cyclopentyl enol ether của methyltestosterone.